# Kržišče, Krško
Kržišče este o localitate din comuna Krško, Slovenia, cu o populație de 59 de locuitori.